# Всесвітня олімпіада роботів
Всесвітня олімпіада роботів (англ. World Robot Olympiad, WRO), Міжнародні змагання роботів (МЗР) — це змагання для школярів віком від 10 до 21 років. Перший фестиваль відбувся в 2004 році в Сінгапурі, зараз у ньому беруть участь більше 1500 талановитих дітей із 54 країн.
Олімпіада являє собою змагання LEGO-роботів в трьох різних категоріях: основній, творчій та футбол роботів. Для основної категорії задача полягає в збірці і програмуванні робота, який повинен виконати певне завдання; розміри робота стандартно обмежені: 25x25x25 см. Учасники творчої категорії готують проект на задану тему. Завдання для основної та творчої категорій щороку різні, і як правило щорічно ускладнюються. Для участі у футболі роботів команда повинна підготувати двох автономно працюючих роботів: нападаючого та воротаря, які будуть змагатись із роботами суперника на спеціальному полі, використовуючи спеціальний м'яч з інфрачервоним випромінюванням.
Основна і творча категорії, у свою чергу, діляться по віку на молодшу, середню і старшу категорії.

## Місця проведення
- 2004 —  Сінгапур
- 2005 —  Бангкок
- 2006 —  Наньнін
- 2007 —  Тайбей
- 2008 —  Йокогама
- 2009 —  Пхохан
- 2010 —  Маніла
- 2011 —  Абу-Дабі
- 2012 —  Куала Лумпур
- 2013 —  Джакарта
- 2014 —  Сочі
- 2015 —  Доха
- 2016 —  Нью-Делі
- 2017 —  Коста-Рика
- 2018 — Таїланд

## WRO 2016
Україну представляли переможці Всеукраїнського фестивалю робототехніки Robotica [Архівовано 16 липня 2020 у Wayback Machine.] в 2016 році сім команд у двох категоріях: регулярній (Regular) — 6 команд, студентській (Advanced) — 1 команда. Більшість учасників були з Києва, трохи менше — з Дніпропетровська, Вінницю представляли двоє — десятикласниця Вікторія Харченко та тренер Юрій Косаківський. Три команди зі збірної України пройшли до півфіналу і одна (з молодшої категорії) до фіналу.